# Zdanie podrzędnie złożone
Zdanie podrzędnie złożone – zdanie złożone z wielu zdań składowych, w którym jedno z nich (zdanie podrzędne) wynika z drugiego (zdania nadrzędnego) i zastosowane samodzielnie nie zachowuje sensu, np. Okazało się, że pisały o tym wszystkie gazety. Zdania składowe oddziela się przecinkiem.
Zdania podrzędnie złożone dzielą się na dwa rodzaje:
- przywyrazowe: zawierające zaimek względny, który wskazuje na jeden z rzeczowników: Chłopak, z którym wczoraj rozmawiałaś, został aresztowany.
- przyzdaniowe: konotują zdanie nadrzędne, gdyż tylko w taki sposób stanowią całość znaczeniową: Nie wiedziałem, że pisanie artykułów w Wikipedii jest tak proste.

## Rodzaje zdań podrzędnie złożonych
W języku polskim wyróżnia się następujące rodzaje zdań podrzędnie złożonych:
- przydawkowe (jaki? jaka? jakie? czyj? czyja? czyje? który? która? które? ile? czego? z czego?) – np. Usta, które kłamią, zabijają duszę. (Usta, jakie? które kłamią, zabijają duszę.)
- dopełnieniowe (kogo? czego? komu? czemu? co? z kim? z czym? o kim? o czym?) – np. Wiem, że nic nie wiem. (Wiem, co? że nic nie wiem.) Odpowiadają na pytania przypadków zależnych.
- okolicznikowe:
  - miejsca (gdzie? skąd? dokąd? którędy?) – np. Tam sięgaj, gdzie wzrok nie sięga. (Tam sięgaj, gdzie? gdzie wzrok nie sięga.)
  - czasu (kiedy? jak długo? w jakim czasie? dopóki? odkąd?) – np. Nie mów, kiedy cię nie poproszą. (Nie mów, kiedy? kiedy cię nie poproszą.)
  - sposobu (jak? w jaki sposób?) – np. Wykonał zadanie tak, jak jest napisane w instrukcji. (Wykonał zadanie, jak? tak jak jest napisane w instrukcji.)
  - przyczyny (dlaczego? z jakiej przyczyny? z jakiego powodu?) – np. Stany Zjednoczone Ameryki weszły do Drugiej Wojny Światowej, ponieważ Japonia zaatakowała Pearl Harbor. (Stany Zjednoczone Ameryki weszły do Drugiej Wojny Światowej, dlaczego? ponieważ Japonia zaatakowała Pearl Harbor.)
  - celu (po co? w jakim celu?) – np. Żołnierze wyruszyli, by walczyć na wojnie. (Żołnierze wyruszyli, w jakim celu? by walczyć na wojnie.)
  - przyzwolenia (mimo co? mimo czego? wbrew czemu?) – np. Dostał piątkę, mimo że popełnił błędy. (Dostał piątkę, mimo czego? mimo że popełnił błędy)
  - stopnia i miary (ile? jak bardzo?) – np. Praca w nadgodzinach opłaciła się tak bardzo, że zarobiłem więcej. (Praca w nadgodzinach opłaciła się tak bardzo, jak bardzo? że zarobiłem więcej.)
  - warunku (pod jakim warunkiem?, w jakim wypadku?, w razie czego?) – np. Wstęp jest dozwolony pod warunkiem, że kieszenie zostaną opróżnione. (Wstęp jest dozwolony pod warunkiem, pod jakim warunkiem? że kieszenie zostaną opróżnione.)
- orzecznikowe (kim jest? czym jest? jaki jest?) – np. Nie byłem zawsze taki, jaki jestem. (Nie byłem zawsze taki, nie byłem jaki? jaki jestem.)
- podmiotowe (kto? co?) – np. Stało się to, czego się obawiałem. (Stało się to, co? czego się obawiałem.)